# Партизанське (округ)
О́круг Партизанське (словац. Okres Partizánske) — округ (район) в Тренчинському краї, в західній Словаччині. Площа округу становить — 301,0 км², на якій проживає — 47 194 осіб (31.12.2009). Середня щільність населення становить — 157,0 осіб/км². Адміністративний центр округу — місто Партизанське в якому проживає 24 130 жителів.

## Загальні відомості

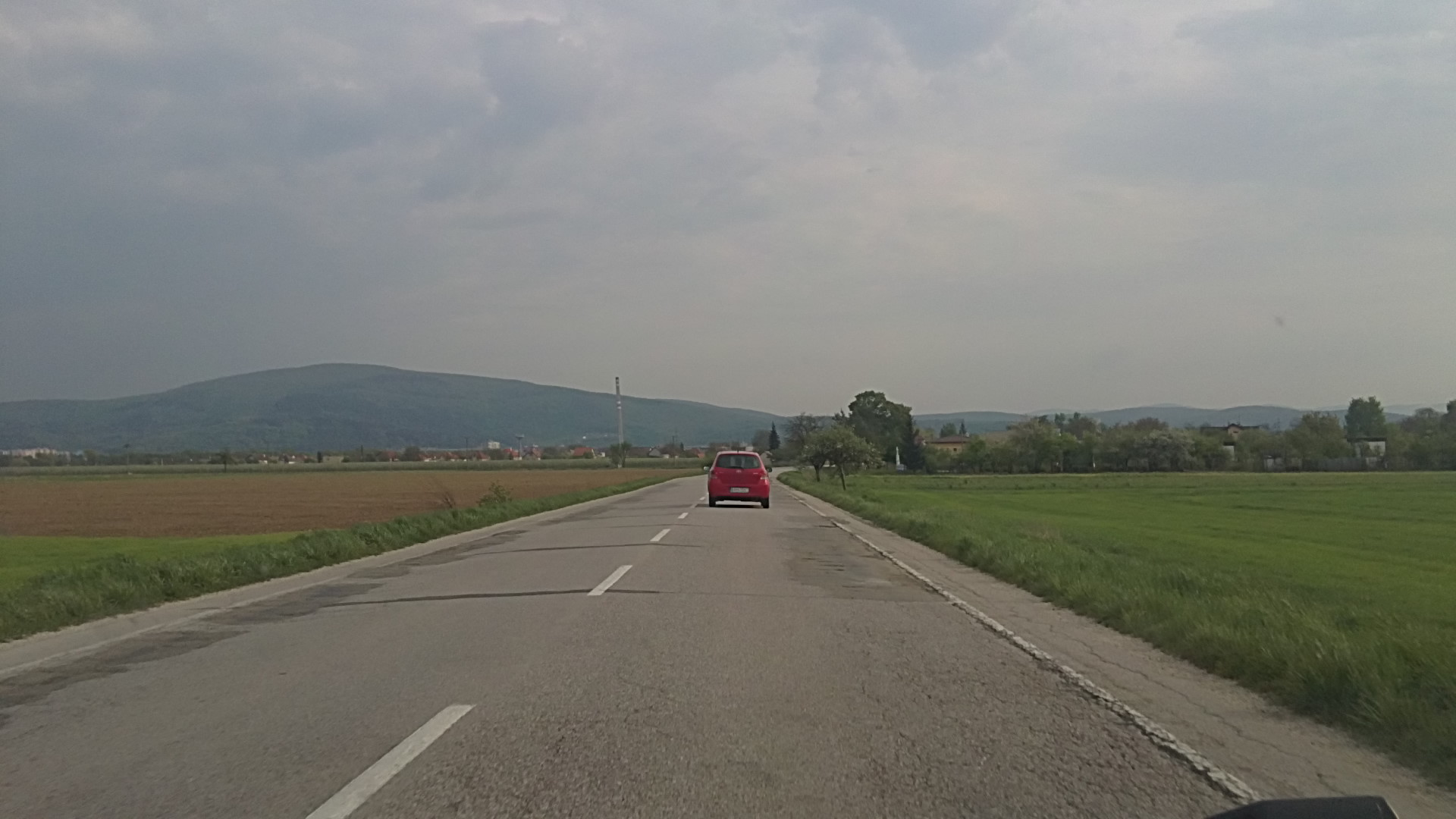
Округ Партизанське.
Автошлях II/579

До 1918 року більша частина округу входила до складу угорського графства Теков, а північна частина — до графства Нітра.
В сучасному вигляді округ був утворений у 1996 році під час адміністративно-територіальної реформи Словацької Республіки, яка набула чинності 24 липня 1996 року.

## Географія
Округ розташований у західній частині Словаччини. Він межує з округами: на північному заході — Бановце-над-Бебравоу, на північному сході — Прєвідза (округи Тренчинського краю), на сході — Жарновіца (округ Банськобистрицького краю), на південному сході — Злате Моравце, на південному заході — Топольчани (Нітранського краю). Розташовані Бановські пагорби і Нітрицькі пагорби.

## Статистичні дані
| Рік:            | 1994.  | 2004.   | 2014.   | 2024.   |
| --------------- | ------ | ------- | ------- | ------- |
| Кількість осіб: | 48 469 | 47 573  | 46 462  | 43 201  |
| Різниця:        |        | -1,84 % | -2,33 % | -7,01 % |

| Рік:            | 2023.  | 2024.   |
| --------------- | ------ | ------- |
| Кількість осіб: | 43 509 | 43 201  |
| Різниця:        |        | -0,70 % |

Національний склад 2010:
- Словаки — 97,81 % (46 055 осіб)
- Чехи — 0,69 % (325 осіб)
- Угорці — 0,24 % (116 осіб)
- Роми — 0,22 % (105 осіб)
- Поляки — 0,08 % (34 особи)
- Німці — 0,06 % (31 особа)
- Українці — 0,04 % (18 осіб)
- інші національності — 0,9 %

Конфесійний склад 2001:
- Католики — 83,1 %
- Лютерани — 1,9 %
- інші релігії та атеїсти  — 15,0 %

## Адміністративний поділ
Округ складається з 23 населених пунктів: 22-х сіл і 1 міста.

### Місто:
- Партизанське

### Села:
Бошани • Бродзани • Вельке Крштеняни • Великі Угерці • Вельки Клиж • Градиште • Єшкова Весь • Жабокреки-над-Нітроу • Клатова Нова Вес • Колачно • Красно • Лівіна • Лівінське Опатовце • Мале Крштеняни • Мале Угерце • Надлиці • Недановце • Остратиці • Пажить • Скачани • Турч'янки • Хінорани